# Nicolas de Montreux
Nicolas de Montreux (Sablé-sur-Sarthe, provincia de Maine, c. 1561-París, 1610) fue un noble y escritor francés que cultivó la novela, la poesía lírica, la traducción, la historia y el teatro.

## Biografía
Su padre fue consejero y primer maître des requêtes de François, duque de Anjou. Estudió con los jesuitas en Poitiers y terminó sus estudios en París. Se convirtió en sacerdote alrededor de 1585. En 1591 quedó bajo la protección del duque de Mercoeur, del que fue bibliotecario. Participó en las guerras civiles al lado de la Liga hasta que fue encarcelado y tras su liberación se unió a la corte de Enrique IV de Francia. Como era sacerdote, Montreux firmó muchas de sus obras con el anagrama "Ollénix du Mont Sacré" para evitarse reprensiones.
Su extensa producción literaria abarca el teatro, la novela, la pastoral, la historia, la poesía y la reflexión espiritual y muestra el sello de cierta preocupación por cuestiones morales como la castidad. Junto a François Béroalde de Verville, expresa la transición entre la corte renacentista de los Valois y la generación de La Pléiade, y la corte borbónica de Enrique IV y el barroco; ambos autores rivalizaron en traducir obras maestras extranjeras y crear obras originales en francés.
Ya a los dieciséis años realizó una adaptación francesa desde el italiano del volumen 16 del ciclo del Amadís de Gaula (1577). Pero su obra más famosa fue una novela pastoril, Bergeries de Julliette, en cinco volúmenes (1585-1598), inspirada en la Diana del hispanoportugués Jorge de Montemayor y otras obras pastoriles del Ariosto y el Tasso. En un marco narrativo en prosa inserta además cuentos y obras cortas en verso. Esta obra de Montreux sería la novela pastoril más significativa producida en Francia hasta L'Astrée de Honoré d'Urfé.
Además, como Béroalde de Verville, escribió varias largas novelas de aventuras inspiradas en los libros de caballerías hispano-portugueses (como Amadís de Gaula) y la novela griega y bizantina antigua (como las obras de Heliodoro de Emesa o Aquiles Tacio): Les chastes et Delectables Jardins d'Amour semez de divers discours et histoires amoureuses (1594), L'Œuvre de la Chasteté, qui se remarque par les diverses fortunas, adventures et fidelles Amours de Criniton et de Lydie en tres volúmenes (1595-9) y Les Amours de Cleandre et Domiphille (1597).
También compuso diversas piezas escénicas: cuatro tragedias Tragédie du jeune Cyrus (1581), inspirada en Jenofonte; Isabelle (1594), Cléopâtre (1594) y Sophonisbe (1601); dos comedias (La Joyeuse, tomada también de Jenofonte, 1581) y Joseph le Chaste; 3 piezas pastoriles Athlette (1585), Diane (1592) y Arimène ou le berger désespéré (1597). También escribió poemas religiosos, una Historia del Imperio Otomano desde 1565 hasta 1606 y una extensa obra de espiritualidad, L'Homme et ses dignités (1599).
Fuera de sus Bergeries de Juliette, la obra de Nicolás de Montreux permaneció olvidada a fines del XVII, pero sigue siendo una importante precursora de la novela barroca de la primera mitad del siglo XVII.

## Obras
Teatro
- Annibal, tragedia.
- Athlette, pastoral (1585): *

- Diane, pastoral (1592)
- Arimène ou le berger désespéré, pastoral (1597)
- Isabelle, tragedia (1594)
- Cléopâtre, tragedia (1592)
- La Sophonisbe, tragedia (1601)
- Joseph le chaste, comedia

Poesía
- Heureuse et entière victoire obtenue sur les ennemis de Dieu à Cran, par le prince Philippe Emmanuel de Lorraine, duc de Mercœur, Nantes, 1592.

Narrativa
- Le Séziesme livre d'Amadis de Gaule traictant les prouesses et amours de Spheramond (1577)

### Ediciones modernas
- La Sophonisbe, ed. de D. Stone, Genève, Droz, 1976.
- La Diane de Nicolas de Montreux. Introducción, edición y traducción al inglés de Richard Hillman, 2015.